# Ernesto Pugliese
Ernesto Pugliese (Napoli, 29 marzo 1963) è un fumettista italiano, noto per aver lavorato in qualità di disegnatore a diversi albi di Brendon.

## Biografia
Il suo primo approccio artistico verte sul cinema, attraverso il quale entra in contatto con John Ford, Akira Kurosawa, Sergio Leone e Alfred Hitchcock, nonché il fumetto, iniziando con Tex, Uomo Ragno, Gianni De Luca, Hugo Pratt e Moebius. Dopo aver conseguito il diploma superiore di elettronica, a ventidue anni frequenta il centro sperimentale di cinematografia di Roma, nella sezione cinema di animazione. Qui studia, selezionato con borsa di studio per due anni, i disegni Disney, in particolar modo quelli degli anni Sessanta e Settanta, come Gli Aristogatti e La carica dei 101. In seguito si diploma presso l'Accademia di Belle Arti di Napoli ed esordisce, poco più che ventenne, negli anni Ottanta sulla rivista L'Eternauta, in cui pubblica nell'albo 57º Grande, grandissima Africa e nell'albo 58º Una avventura da sballo con Maria Teresa Contini, pubblicati nell'estate del 1987.
Con l'editore Albin Michel pubblica assieme a Tiberia Gehenna: La cité de l'ultraviolence, uscito in Francia nel 1997. Nello stesso periodo, su suggerimento di Mario Punzo, fondatore della Scuola italiana di Comix, entra in contatto con Mauro Salvatori e Fabrizio Faina, fumettisti più anziani di lui; con Faina pubblica inoltre una storia di Lilla uscita nel 1995 sulla rivista Intrepido. Dal 1992 al 2000 collabora anche con la Tattilo Editrice e con un altro editore transalpino, Bande Dessinée Adult.
Dal 2000, dopo essere stato contattato da Claudio Chiaverotti, esordisce alla Sergio Bonelli Editore, nella quale lavora talvolta affiancato da Giuseppe Ricciardi e Gianluca Acciarino. Con la Bonelli pubblica in particolare diversi numeri di Brendon, fra i quali Beatrix! (n. 60) e L'unicorno (n. 96). Fra le sue influenze ha annoverato Michelangelo, Velázquez, Klimt, Frank Frazetta, il manierismo ottocentesco e il cinema Western.